# Maszkowice (Petite-Pologne)
Pour l’article homonyme, voir Maszkowice (Łódź).
Maszkowice est une localité polonaise de la gmina de Łącko, située dans le powiat de Nowy Sącz en voïvodie de Petite-Pologne.